# Franz Röhrs
Franz Röhrs (* 6. Februar 1945 in Hanstedt) ist ein deutscher Politiker (CDU), Viehhändler und ehemaliges Mitglied des Niedersächsischen Landtages.

## Leben
Nach dem Besuch der Volksschule absolvierte Franz Röhrs eine Ausbildung in der Landwirtschaft und besuchte eine Fachschule. Anschließend arbeitete er selbstständig als Viehhandelskaufmann ab 1967. Er trat im Jahr 1970 in die CDU ein. Röhrs war Beiratsmitglied im Überlandwerk Nord-Hannover, er übernahm den Vorsitz im Hannoverschen Vieh- und Fleischverband und war Präsident des Deutschen Vieh- und Fleischhandelsbundes mit Sitz in Bonn. In der Samtgemeinde Hanstedt wirkte er ab 1972 als Mitglied des Rates, im Jahr 1976 wurde er dort Bürgermeister. Ab 1972 war er auch Abgeordneter des Kreistages im Landkreis Harburg, dort u. a. Fraktionsvorsitzender der CDU und Stellvertretender Landrat.
Von 1990 bis 1994 war Röhrs Mitglied im Niedersächsischen Landtag (MdL). Gegen Röhrs wurde 1993 wegen des Verdachtes auf Tierquälerei und Subventionsbetrug ermittelt. Sämtliche Verfahren wurden eingestellt. Er war von der CDU nicht mehr für die Landtagswahl 1994 aufgestellt worden. Nach einem Auftritt auf einem Parteitag der Republikaner in Rastatt kündigte die niedersächsische CDU seinen Parteiausschluss an, Röhrs kam dem durch seinen Austritt zuvor.
Vom 21. Juni 1990 bis 20. Juni 1994 war er Mitglied des Niedersächsischen Landtages der 12. Wahlperiode, bis 1. November 1993 als Fraktionsmitglied der CDU, danach fraktionslos.
Er ist verheiratet und hat drei Kinder.